# Thập mục ngưu đồ
Thập mục ngưu đồ (zh. 十牧牛圖, ja. jūgyū-no-zu) là mười bức tranh chăn trâu nổi tiếng trong Thiền tông, tương ứng với quá trình hành đạo của một người phát nguyện đạt Giác ngộ. Mười bức tranh này có thể xem là biểu hiện cô đọng nhất, trình bày tinh hoa của Phật giáo Đại thừa.

## Quá trình hình thành
Các bức tranh chăn trâu được sáng tạo trong thời nhà Tống (960-1279) và ngay từ đầu đã được xem như những bức hoạ tiêu biểu, trình bày tinh hoa, cốt tuỷ của Thiền Trung Quốc. Có nhiều bộ tranh - có thuyết nói là bốn, thuyết khác nói là 5, 6 chăn trâu khác nhau - nhưng có lẽ nổi danh nhất và cũng bao hàm ý nghĩa nhiều nhất là bộ với mười bức tranh của Thiền sư Khuếch Am Sư Viễn (zh. kuòān shīyuǎn 廓庵師遠, ja. kakuan shion, ~1150, tông Lâm Tế), được lưu lại trong bản sao của họa sĩ người Nhật tên Châu Văn (周文, ja. shūbun, ?-1460).
Một bộ khác với sáu bức tranh cũng thường được nhắc đến. Ban đầu, Thiền sư Thanh Cư Hạo Thăng (zh. qīngjū 清居, ja. seikyo, tông Tào Động) chỉ vẽ có năm bức nhưng sau, Thiền sư Tự Đắc Huệ Huy (tông Tào Động) vẽ thêm bức tranh thứ sáu. Trong bộ này, con trâu dần dần trắng ra và cuối cùng thì trắng hoàn toàn, một biểu tượng cho chân tâm thanh tịnh, vô cấu.
Mười bức tranh sau được xem là của Thiền sư Khuếch Am Sư Viễn. Những bức tranh này cũng được chú thích rất rõ, rất hay trong Thiền luận của Daisetz Teitaro Suzuki, bản dịch của Trúc Thiên và Thích Tuệ Sỹ. Bài tụng của Thiền sư Khuếch Am được Thích Thanh Từ dịch.

### Tìm trâu

尋牛

① 尋牛
茫茫撥草去追尋。
水闊山遙路更深。
力盡神疲無處覓。
但聞風樹晩蟬吟。
Tầm ngưu
Mang mang bát thảo khứ truy tầm
Thủy khoát sơn dao lộ cánh thâm
Lực tận thần bì vô xứ mịch
Đãn văn phong thụ vãn thiền ngâm
Nao nao vạch cỏ kiếm tìm trâu
Núi thẳm đường xa nước lại sâu
Kiệt sức mệt nhoài tìm chẳng thấy
Chỉ nghe réo rắt giọng ve sầu.

### Thấy dấu

見跡

② 見跡
水邊林下跡偏多。
芳草離披見也麼。
縱是深山更深處。
遼天鼻孔怎藏他。
Kiến tích
Thủy biên lâm hạ tích thiên đa
Phương thảo li phi kiến dã ma
Túng thị thâm sơn cánh thâm xứ
Liêu thiên tị khổng chẩm tàng tha
Ven rừng bến nước dấu liên hồi
Vạch cỏ ruồng cây thấy được thôi
Ví phải non sâu lại sâu thẳm
Ngất trời lỗ mũi hiện ra rồi.

### Thấy trâu

見牛

③ 見牛
黄鶯枝上一聲聲。
日暖風和岸柳青。
只此更無廻避處。
森森頭角畫難成。
Kiến ngưu
Hoàng oanh chi thượng nhất thanh thanh
Nhật noãn phong hoà ngạn liễu thanh
Chỉ thử cánh vô hồi tị xứ
Sâm sâm đầu giác hoạ nan thành
Hoàng anh cất tiếng hót trên cành
Nắng ấm gió hoà bờ liễu xanh
Chỉ thế không nơi xoay trở lại
Đầu sừng rành rõ vẽ khôn thành

### Bắt trâu

得牛

④ 得牛
竭盡神通獲得渠，
心强力壯卒難除。
有時才到高原上，
又入煙雲深處居。
Đắc ngưu
Kiệt tận thần thông hoạch đắc cừ
Tâm cường lực tráng tốt nan trừ
Hữu thời tài đáo cao nguyên thượng
Hựu nhập yên vân thâm xứ cư
Dùng hết thần công bắt được y
Tâm hùng sức mạnh khó khăn ghì
Có khi vừa hướng cao nguyên tiến
Lại xuống khói mây mãi nằm ì

### Chăn trâu

牧牛

⑤ 牧牛
鞭索時時不離身。
恐伊縱歩惹埃塵。
相將牧得純和也。
羈鎖無拘自逐人。
Mục ngưu
Tiên sách thời thời bất li thân
Khủng y túng bộ nhạ ai trần
Tướng tương mục đắc thuần hoà dã
Ki toả vô câu tự trục nhân
Nắm chặt dây roi chẳng lìa thân
Ngại y chạy sổng vào bụi trần
Chăm chăm chăn dữ thuần hoà dã
Dây mũi buông rồi vẫn theo gần

### Cưỡi trâu về nhà

騎牛歸家

⑥ 騎牛歸家
騎牛沫汁欲還家。
霞笛聲聲送晩霞。　　　　
一拍一歌無限意。
知音何必鼓唇牙。　　　
Kị ngưu quy gia
Kị ngưu mạt trấp dục hoàn gia
Hà địch thanh thanh tống vãn hà
Nhất phách nhất ca vô hạn ý
Tri âm hà tất cổ thần nha
Cưỡi trâu thong thả trở về nhà
Tiếng sáo vi vu tiễn vãn hà
Một nhịp một ca vô hạn ý
Tri âm nào phải động môi à

### Quên trâu còn người

忘牛存人

⑦ 忘牛存人
騎牛已得到家山。
牛也空兮人也閑。
紅日三竿猶作夢。
鞭繩空頓草堂間。
Vong ngưu tồn nhân
Kị ngưu dĩ đắc đáo gia san
Ngưu dã không hề nhân dã nhàn
Hồng nhật tam can do tác mộng
Tiên thằng không đốn thảo đường gian
Cưỡi trâu về thẳng đến gia san
Trâu đã không rồi người cũng nhàn
Mặt nhật ba sào vẫn say mộng
Dây roi dẹp bỏ bên cạnh sàng

### Người, trâu đều quên

人牛俱忘

⑧ 人牛俱忘
鞭索人牛盡屬空。
碧天遼闊信難通。
紅爐焰上爭容雪。
到此方能合祖宗。
Nhân ngưu câu vong
Tiên sách nhân ngưu tận thuộc không
Bích thiên liêu khoát tín nan thông
Hồng lô diệm thượng tranh dung tuyết
Đáo thử phương năng hợp tổ tông
Roi gậy, người trâu thảy đều không
Trời xanh thăm thẳm tin chẳng thông
Lò hồng rừng rực nào dung tuyết
Đến đó mới hay hiệp Tổ Tông

### Trở về nguồn cội

返本還源

⑨ 返本還源
返本還源已費功，
爭如直下若盲聾。
庵中不見庵前物，
水自茫茫花自紅。
Phản bản hoàn nguyên
Phản bản hoàn nguyên dĩ phí công
Tranh như trực hạ nhược manh lung
Am trung bất kiến am tiền vật
Thủy tự mang mang hoa tự hồng
Phản bản hoàn nguyên đã phí công
Đâu bằng thẳng đó tợ mù câm
Trong am chẳng thấy ngoài vật khác
Nước tự mênh mông hoa tự hồng

### Thõng tay vào chợ
⑩ 入廛垂手
露胸跣足入鄽來，
抹土涂灰笑滿腮。
不用神仙真秘訣，
直教枯木放花開。
Nhập triền thuỳ thủ
Lộ hung tiển túc nhập triền lai
Mạt thổ đồ khôi tiếu mãn tai
Bất dụng thần tiên chân bí quyết
Trực giáo khô mộc phóng hoa khai
Chân trần bày ngực thẳng vào thành
Tô đất trét bùn nụ cười thanh
Bí quyết thần tiên đâu cần đến
Cây khô cũng khiến nở hoa lành

入廛垂手

Lúc còn trụ tại Quy Sơn, Thiền sư Trường Khánh Đại An dạy chúng: "... Sở dĩ, Đại An này ở tại Quy Sơn ba mươi năm, ăn cơm Quy Sơn, đại tiện Quy Sơn mà không học thiền Quy Sơn, chỉ coi chừng con trâu. Nếu nó lạc đường hay vào trong cỏ liền lôi nó lại. Nếu nó ăn lúa mạ của người liền đánh đập điều phục nó… Bây giờ nó đã trở thành con trâu trắng đứng trước mặt, trọn ngày hiện sờ sờ đuổi cũng chẳng đi...".
Mã Tổ hỏi đệ tử mình là Thạch Củng Huệ Tạng: "Làm việc gì?" Thạch Củng thưa: "Chăn trâu." Tổ hỏi: "Làm sao chăn?" Thạch Củng đáp: "Một khi vào cỏ thì nắm mũi kéo lại." Tổ nghe bảo: "Con thật là khéo chăn trâu."